# PyMOL
PyMOL（パイモル）はオープンソースの分子グラフィックスツールである。ウォーレン・デラノにより開発され、個人経営のソフトウェア会社であるデラノ・サイエンティフィック (DeLano Scientific LLC) によって商品化された。現在はSchrödinger社によって商品化されている。PyMOLは小さな分子に加えてタンパク質など生体高分子の高品質な3Dイメージを作成でき、科学雑誌の表紙を飾ったPyMOLのタンパク質画像も多く存在している。
構造生物学の分野ではオープンソースで利用できる数少ないソフトウェアのうちの1つである。名称の一部Pyは記述言語であるPythonに因む。
PyMOLはOpenGL Extension Wranglerライブラリ(GLEW)やFreeGLUTを用いており、またプラグインとしてプログラムソフトウェアAPBSを利用してポアソン＝ボルツマン方程式を解いて、タンパク質表面に電荷分布を表示させることが可能となっている。
2017年9月20日にPyMOL 2.0がリリースされた。GUIがPyQt対応になり、以前のTkやaquaを用いた描画から置き換えられた。またサポートが行われなくなったPython 2からPython 3への以降を行っており、現在のバージョンではPython 3単独で動作するようになっているが、一部の古いプラグインは依然としてPython 2でしか動作しないものも存在する。
2024年3月12日にPyMOL 3.0がリリースされた。GUIが大きく変化し、シーン機能の、レイトレース機能の強化やムービー作成など、描画が改善されている。2024年4月10日にはソースコードも公開された。PyMOL 2のサポートも引き続き行われている。

## バイナリの配布とソースコードの利用
2006年8月1日にデラノ・サイエンティフィックはコンパイル済みのPyMOL製品（ベータ版を含む）のダウンロードシステムにアクセス制限を設け、長らく最新版のバイナリの配布は有償となっていた。しかし2017年9月のPyMOL 2.0のリリースとともに、Windows, macOS, Linux OSについての最新バージョンのバイナリの公開を再開した。ユーザーは無償でダウンロードして使用することが可能であるが、一部の機能に制限がある。
一方で、最新のソースコードは継続して無償公開されており、PyMOL 2についてのソースコードも2018年3月に公開が再開された。ユーザーがソースコードをダウンロードしてコンパイルし利用することは許可されている。Windows OSについてはオンライン上で非公式のバイナリが配布されている。macOSについてはHomebrewを用いて簡単にソースコードからのインストールを行うことが可能になっている。